# ADX Florence
A Penitenciária dos Estados Unidos, ADX (Administrative Maximum Facility) é uma prisão federal americana de segurança supermáxima para detentos do sexo masculino localizado no Condado de Fremont, Colorado. É conhecido não oficialmente como ADX Florence, Florence ADMAX, ou o "Alcatraz das Montanhas Rochosas". Faz parte do Complexo Penitenciário Federal de Florence, operado pelo Departamento Federal de Prisões (BOP), uma divisão do Departamento de Justiça dos Estados Unidos. Ele abriga os presos do sexo masculino no sistema prisional federal que são considerados os mais perigosos e com necessidade de um controle mais rigoroso, incluindo prisioneiros cuja fuga representaria uma ameaça à segurança nacional. O ADX também inclui um campo adjacente de segurança mínima que, em março de 2014, abriga mais prisioneiros do que a unidade supermáxima.
O BOP não possui uma instalação "supermáxima" designada para mulheres. As mulheres no sistema que são classificadas como "preocupações especiais de gerenciamento" devido à violência ou tentativas de fuga estão confinadas na unidade administrativa do Federal Medical Center, Carswell em Fort Worth, Texas.

## História

Representação artística de uma das celas.

Em 1983, dois oficiais correcionais federais foram esfaqueados até a morte em incidentes na Penitenciária dos Estados Unidos Marion por membros da Irmandade Ariana. Os esfaqueamentos foram atribuídos a um projeto inadequado da prisão. Como resultado, Norman Carlson, diretor do Federal Bureau of Prisons, defendeu a criação de um novo tipo de instalação onde os presos mais perigosos poderiam ser isolados dos agentes de correção e outros prisioneiros por segurança e proteção. A USP Marion, que entrou em "bloqueio permanente" após os assassinatos de 1983, tornou-se um modelo para a construção da ADX, projetada como uma unidade de controle de prisão. Carlson disse que tal prisão prenderia detentos ansiosos para assassinar guardas ou outros detentos na esperança de serem condenados à morte.
A ADX foi inaugurada em novembro de 1994, e os moradores de Fremont County, Colorado, a receberam como uma fonte de emprego. O condado já tinha nove presídios, mas a atração com 750 a 900 empregos permanentes (além de empregos temporários durante a construção da prisão) levou os moradores a levantar US $ 160 mil para comprar 600 acres (240 ha) para a nova prisão. Centenas de pessoas participaram do projeto inovador da instalação, que foi projetado por duas importantes empresas de arquitetura em Colorado Springs e custou US $ 60 milhões para ser construído.

## Controvérsias
A prisão tem recebido muito menos críticas do que instalações comparáveis em nível estadual, que tendem a sofrer bastante com superpopulação, poucos funcionários e questões de segurança inerentes à tentativa de impor um sistema de segurança supermáxima em uma instalação não construída para fins específicos. Jamie Fellner, da Human Rights Watch, disse após uma visita à instalação: "O Bureau adotou o modelo punitivo severo e o implementou, bem como qualquer pessoa que eu conheça". O notório fugitivo Richard Lee McNair escreveu para um jornalista de sua cela em 2009 para dizer "Graças a Deus pelas prisões" [...] Há pessoas muito doentes aqui ... Animais que você nunca iria querer perto da sua família ou do público em geral. Eu não sei como as prisões lidam com isso. Elas são cuspidas, merdas, abusadas e eu as vejo arriscarem suas próprias vidas e salvarem prisioneiros muitas vezes ”.
Em 2012, onze reclusos entraram com uma ação coletiva federal contra o Departamento Federal de Prisões e funcionários que dirigem a ADX Florence, Bacote v. Federal Bureau of Prisons agora intitulado Cunningham v. Federal Bureau of Prisons. O processo alegava abuso crônico, bem como falha em diagnosticar adequadamente - e negligenciar - prisioneiros que estão mentalmente doentes. Os críticos acreditam que o uso do confinamento prolongado em celas solitárias afeta adversamente a saúde mental dos prisioneiros. Em março de 2015, as negociações estavam em andamento com a ajuda de um magistrado federal e algumas melhorias foram feitas pelo departamento de prisões.